# Polypodium yakuinsulare
Polypodium yakuinsulare là một loài thực vật có mạch trong họ Polypodiaceae. Loài này được Masam. miêu tả khoa học đầu tiên năm 1930.